# Tito Troja
Tito Troja (Arcinazzo Romano, 14 luglio 1847 – Roma, 12 settembre 1916) è stato un pittore italiano.

## Biografia
Nacque ad Arcinazzo, in quel tempo chiamata Ponza, paese facente parte dell'Abbazia di Subiaco. Suo padre, Gesualdo Troja, apparteneva a una famiglia di piccoli proprietari terrieri anche dedita al commercio, mentre sua madre, Giovanna Lucidi, ponzese al pari del marito, discendeva da un benestante e storico casato del territorio sublacense.
Il Troja è stato allievo del pittore, scultore e architetto Luigi Fontana (1827-1908).
Entrato fin da giovinetto nel seminario di Subiaco, ben presto dimostrò più vocazione per la pittura che per altro. Segnalato dal Card. Raffaele Monaco La Valletta, abate commendatario di Subiaco, al prof. Fontana, per oltre sei anni lavorò a Roma con il celebre pittore agli affreschi delle basiliche dei Santi Apostoli, San Lorenzo in Damaso e di San Salvatore in Lauro.
Sempre con il Fontana e con l'altrettanto illustre artista Virginio Monti lavorò nel Santuario della Madonna del Buon Consiglio di Genazzano, dove si possono ammirare le dodici donne ebree che preludono la natività della Vergine e un suo stupendo Cristo legato alla colonna, forse una delle opere più riuscite del Troja.
Genova, Bari, Perugia, Savona, Pavia, Andria, Bolsena, Montefalco, Bracciano, Tolentino, etc. posseggono suoi pregiatissimo lavori.
A Carpineto, diocesi di Anagni, luogo di nascita di papa Leone XIII, il Troja trasformò in cappella la camera natale del Successore di Pietro, che personalmente ne approvò il progetto.
Suoi dipinti sono anche a Malta, Paesi Bassi, Spagna e in America. A Santiago del Cile c'è una Ultima Cena di grandi dimensioni, mentre a Filadelfia vi sono otto grandi quadri con episodi della vita di Sant'Agostino.
Ma il nome di Tito Troja è senza dubbio legato al quadro di Santa Rita, venerato nel Santuario di Cascia, conosciuto in tutto il mondo, dipinto nel 1889.
Fu anche ricercatissimo ritrattista, anzi potrebbe essere definito il pittore ufficiale dei Padri Agostiniani per aver ritratto tutti i Padri Generali dal fondatore Sant'Agostino al Padre Thomas Rodriguez ultimo della serie al 1916.
Arcinazzo possiede del Troja soltanto gli ornamenti musicali dei pannelli lignei della cantoria, eseguiti da studente seminarista. Tra i ritratti certamente eccelle quello a grandezza naturale del benedettino Card. Domenico Serafini, nella foresteria del Monastero di Santa Scolastica a Subiaco.
Nel Dizionario dei pittori italiani di Antonietta Maria Bessone Aurelj, edito nel 1928 dalla Società editrice Dante Alighieri, si parla di Tito Troja con accenti quanto mai lusinghieri e commoventi.
Nel 2017 è stata pubblicata la prima biografia completa del pittore, intitolata Tito Troja valente pittore di Arte sacra, a cura di Josseline Burcard, Antonio Donsanti, Giovanna Mancini e Ilvano Quattrini.
Il Troja morì a Roma il 12 settembre 1916.